# Hans Frankenthal
Hans Frankenthal (* 15. Juni 1926 in Schmallenberg; † 22. Dezember 1999 in Dortmund) war ein deutscher Holocaust-Überlebender. Frankenthal überlebte die Konzentrationslager Auschwitz-Monowitz und Dora-Mittelbau und setzte sich später für die Entschädigung der Zwangsarbeiter durch die Industrie ein.

## Leben
Hans Frankenthal wurde 1926 als Sohn der jüdischen Eltern Adele und Max Frankenthal geboren, die eine Metzgerei und einen Viehhandel besaßen. Die Familie lebte im kleinen, fast ausschließlich katholischen Ort Schmallenberg mit etwa 2.200 Einwohnern. Von diesen waren 52 Juden und 38 Protestanten. In seinen autobiographischen Aufzeichnungen „Verweigerte Rückkehr. Erfahrungen nach dem Judenmord“ berichtet Frankenthal, dass die Familie bis 1933 vollständig in die lokale Gemeinschaft integriert war. Der Vater war 1910 Vizekönig des örtlichen Schützenvereins und war im Ersten Weltkrieg Soldat. Wie die Mehrheit war er „national gesinnt“ und hat sich nach Kriegsende maßgeblich an der Errichtung des örtlichen „Kriegerdenkmals“ beteiligt. Max Frankenthal wählte wie viele Schmallenberger stets die katholische Zentrumspartei. Adele Frankenthal, die aus einer orthodoxen Familie stammte und einen streng koscheren Haushalt führte, kümmerte sich um die stets zahlreichen Kontakte zum katholischen Umfeld. 
Nach der Machtergreifung der Nationalsozialisten 1933 begann sich dies rasch zu ändern. Erste direkte Eindrücke der Diskriminierung erfuhr der junge Frankenthal 1935, als die jüdischen Kinder ihre Sportauszeichnungen abgeben mussten und keinen Zutritt mehr zu Sportplatz und Schwimmbad hatten. Im Zusammenhang mit dem Novemberpogrom 1938 wurde der Vater verhaftet, zunächst ins Dortmunder Polizeigefängnis überstellt und danach für Wochen ins KZ Sachsenhausen eingeliefert. Zu Hause wurden gleichzeitig die Ehefrauen zum Verkauf ihres Besitzes und der Zustimmung zur „Arisierung“ gezwungen. Die zehn jüdischen Familien wurden daraufhin in drei Häusern zusammengepfercht. Der Versuch einer Ausreise scheiterte 1939 am Kriegsausbruch.
Am 1. März 1943 wurde Frankenthal mit seiner Familie aus seiner Heimat in das Konzentrationslager Auschwitz deportiert. Seine Eltern wurden dort getötet, er kam mit seinem Bruder Ernst in das KZ Auschwitz III Monowitz. Dort wurden medizinische Versuche an seinen Zähnen durchgeführt und er arbeitete als Zwangsarbeiter für die I.G. Farben. Am 18. Januar 1945 wurden die Gefangenen aus Auschwitz-Monowitz auf einen Todesmarsch, zunächst zu Fuß, später per Bahn Richtung Westen geschickt. Frankenthal kam in das KZ Dora-Mittelbau und wurde bei der Fertigung der V2-Raketen eingesetzt. Im April wurde er auf einen Transport Richtung Theresienstadt geschickt, dort wurden die Brüder von der Roten Armee befreit. 
Er kehrte in seine Heimat nach Schmallenberg zurück und war bestürzt ob des Unglaubens und der Verleugnung des Holocausts durch seine Mitbürger. Im September 1948 erfolgte die Hochzeit mit Annie Labe, die Eheleute bekamen drei Kinder. Frankenthal arbeitete in der Folgezeit als Metzger und Viehhändler und begann erst 1982 wieder über sein Schicksal zu sprechen. Frankenthal war im Internationalen Auschwitz Komitee und in der für das Sauerland zuständigen Jüdischen Gemeinde Hagen als zweiter Vorsitzender aktiv tätig.
In den 1990er Jahren erlangte er Bekanntheit, als er mehrfach auf Aktionärsversammlungen der Abwicklungsgesellschaft der I.G. Farben sprach, wo er seine Erfahrungen schilderte und Entschädigung der ehemaligen Zwangsarbeiter forderte. Dies führte regelmäßig zu tumultartigen Szenen. Frankenthal wurde in seinem Anliegen von dem Dachverband der Kritischen Aktionärinnen und Aktionäre unterstützt.
Sein Buch Verweigerte Rückkehr, in dem er seine Geschichte erzählt, erschien ein halbes Jahr vor seinem Tod im Alter von 73 Jahren im Dezember 1999.
Begraben wurde Hans Frankenthal auf dem Jüdischen Friedhof in Eilpe.

## Nachleben
Als Teil der künstlerischen Installation auf dem Gelände vor dem I.G.-Farben-Hochhaus zeigt das Norbert Wollheim Memorial auf einer Fototafel ein 1927 aufgenommenes Kinderbild der Brüder Ernst und Hans Frankenthal.

## Hans-Frankenthal-Preis der Stiftung Auschwitz-Komitee
In Erinnerung an Hans Frankenthal verleiht die Stiftung Auschwitz-Komitee seit 2010 einmal jährlich den Hans-Frankenthal-Preis. Mit diesem Förderpreis werden Gruppen, Initiativen und Institutionen ausgezeichnet, die im Sinne des Auschwitz-Komitees Aufklärungs- und Bildungsarbeit gegen das Vergessen und gegen nationalsozialistische und neofaschistische Bestrebungen leisten. Durch den Preis soll entweder ein bereits durchgeführtes Projekt gewürdigt werden und den Initiatoren die Möglichkeit gegeben werden, weitere Projekte dieser Art durchzuführen bzw. das gewürdigte Projekt zu wiederholen, oder es soll ein geplantes Projekt durch die Vergabe des Förderpreises ermöglicht werden.

## Schriften
- Mein Leben als Deutscher Jüdischen Glaubens. In: Jüdisches Leben im Hochsauerland. Fredeburg, 1994. S. 207–251.
- The Unwelcome One. Returning Home from Auschwitz. In collaboration with Andreas Plake, Babette Quinkert, and Florian Schmaltz. Translated from German by John A. Broadwin. Evanston, Ill.: Northwestern University Press (2002) ISBN 0-8101-1887-4.
- Verweigerte Rückkehr. Erfahrungen nach dem Judenmord. Neuauflage. Unter Mitarbeit von Babette Quinkert, Andreas Plake und Florian Schmaltz. Berlin: Metropol Verlag (2012) ISBN 978-3-86331-089-9.
- Der Weg eines Sauerländer Juden von Schmallenberg nach Auschwitz und zurück. In: Jan-Pieter Barbian; Michael Brocke; Ludger Heid (Hrsg.): Juden im Ruhrgebiet. Vom Zeitalter der Aufklärung bis in die Gegenwart. Essen: Klartext 1999, ISBN 3-88474-694-4, S. 195–209.